# Вишгородська Покрова
«Вишгородська Покрова» — всеукраїнський фестиваль-конкурс хорових колективів. 
Проводиться під патронатом Вишгородської міської ради, зорганізований громадськими та мистецькими осередками міста.

## 2016
У 2016 році конкурс проходив увосьме. Змагалися юнацькі, молодіжні та дорослі, світські та церковні хорові формації з Буковини, Галичини, Київщини, Поділля, Чернігівщини. 23 хори продемонстрували у своїх конкурсних програмах національні традиції академічного та народного хорового співу. 
У складі журі: 
- Лауреат літературних премій «Благовіст» та імені Олеся Гончара Софія Майданська (Голова Журі);
- Лауреат Шевченківської премії, професор Ганна Гаврилець;
- Лауреат Шевченківської премії, доцент Віктор Степурко;
- оглядач музичних програм Українського радіо Катерина Божко та інші;

Абсолютним переможцем був визнаний хор Ніжинського державного університету імені Миколи Гоголя Молодіжний хор «Світич».